# منتخب جورجيا لكرة اليد
منتخب جورجيا لكرة اليد هو ممثل جورجيا الرسمي في المنافسات الدولية في كرة اليد .

## وصلات خارجية
- الموقع الرسمي